# 163119 Timmckay
163119 Timmckay este un asteroid din centura principală de asteroizi.

## Descriere
163119 Timmckay este un asteroid din centura principală de asteroizi. A fost descoperit pe 9 ianuarie 2002 la Apache Point Observatory în cadrul programului Sloan Digital Sky Survey. Asteroidul prezintă o orbită caracterizată de o semiaxă mare de 2,28 ua, o excentricitate de 0,08 și o înclinație de 2,8° în raport cu ecliptica.